# Moths Ordbog
Moths Ordbog er en dansk ordbog fra omkring år 1700.
Den originale ordbog findes som håndskrevne foliobind. Udover 2 prøvetryk blev den aldrig udgivet i datiden, men Det Danske Sprog- og Litteraturselskab har nu gjort værket digitalt tilgængelig fra mothsordbog.dk.

## Historie
Ordbog har navn efter Matthias Moth (1649-1719), der var Christian V's embedsmand. Han påbegyndte værket i 1680'erne Efter Moth blev afskediget i 1699 fik han lejlighed til at koncentrere sig mere om opgaven, og Dansk biografisk Lexikon noterer at han arbejdede "med Flid og Udholdenhed til sin død" på værket. Moth var ikke ene om at indsamle materiale. Han skrev til landets biskopper med en opfordring til at finde akademisk uddannede der kunne hjælpe med opgaven.
Efter Moth døde var værket arvingernes ejendom indtil de i 1753 solgte det til Kongen. Herefter stod det i Gehejmearkivet, for så i 1784 at blive flyttet til Det Kongelige Bibliotek. Englænderne ødelagde i 1807 ved deres bombardement den del af værket der indeholdt opslag fra P til R. Også en del af O gik til grunde.
Med støtte fra Carlsbergfondet og Kulturministeriet digitaliserede Det Danske Sprog- og Litteraturselskab værket, så det i 2013 kunne lægges på Webben og tilgås på adressen mothsordbog.dk.

## Tilgang
Det Kongelige Bibliotek opbevarer de 62 originale håndskrevne foliobind. I alt tælles 11.522 håndskrevne sider.
På mothsordbog.dk er det nu muligt at se opslagene, søge på ord og se faksimiler.
Ordbogen kan foruden via Webben også tilgås via en app der findes til populære mobilenheder.

## Ekstern henvisning
- mothsordbog.dk